# Minuetto in villa
Minuetto in villa è un'opera pittorica di Giandomenico Tiepolo, eseguita nel 1791.

## Storia e descrizione
Originariamente era uno degli affreschi che decoravano Villa Tiepolo a Zianigo, tra gli elementi del Portego del Nuovo Mondo. Nel 1907 i dipinti, danneggiati dall'umidità accumulatasi nei decenni, furono staccati dalle pareti per decisione dell'allora proprietario della villa, Angelo Duodo, che li vendette a un antiquario. Vennero quindi intercettati dal comune di Venezia che dopo averli fatti restaurare li trasferì nel Ca' Rezzonico, dove ancora sono conservati.
Questo dipinto rappresenta un uomo e una donna che abbozzano goffamente - anche a causa dei vestiti ingombranti - un passo di minuetto. Il cavaliere offre un mazzolino di fiori alla dama, che però non sembra gradire. La scena è all'aperto e vi si possono scorgere un cagnolino in basso a sinistra (simbolo di fedeltà coniugale, il che dunque non suggerisce insinuazioni su un rapporto in crisi) e alcuni uccelli in volo.